# Кледсон да Сілва
Кледсон Карвальйо да Сілва, відомий також як Де (порт.-браз. Cledson Carvalho da Silva / Dé; нар. 6 лютого 1998, Бразилія) — бразильський футболіст, нападник фінського «Марієгамна», який виступає в оренді за «Олександрію».

## Життєпис
Футболом розпочав займатися в «Іпорі», згодом перебрався до «Сереса». На початку січня 2018 року перейшов до «Анаполіни». У футболці нового клубу дебютував 7 травня 2019 року в переможному (2:1) виїзному поєдинку 1-го туру Серії D чемпіонату Бразилії проти «Уніао» (Рондонополіс). Де вийшов на поле в стартовому складі та відіграв увесь матч. Першим голом за «Аполліну» відзначився 26 травня 2019 року на 21-й хвилині нічийного (1:1) виїзного поєдинку 4-го туру Серії D чемпіонату Бразилії проти «Операріу». Де вийшов на поле в стартовому складі та відіграв увесь матч. Загалом у четвертому дивізіоні бразильського чемпіонату зіграв 5 матчів та відзначився 2-ма голами. З 2018 по 2020 рік виступав за нижчолігові бразильські клуби «Інтер» (Бебедуро), «Анаполіс», «Капітал», «Реал Арікемес» та «Сан-Франсиско».
21 липня 2021 року підписав контракт з «Марієгамном». У футболці нового клубу дебютував 7 серпня 2021 року в програному (0:1) виїзному поєдинку 18-го туру Вейккаусліги проти «Оулу». Де вийшов на поле в стартовому складі, на 52-й хвилині отримав жовту картку, а на 73-й хвилині його замінив Вахід Амбо. Першим голом за «Марієгамн» відзначився 5 лютого 2022 року на 82-й хвилині переможного (3:2) виїного поєдинку 1-го туру групового етапу Кубку фінської ліги проти ГІКа. Кледсон вийшов на поле в стартовому складі та відіграв увесь матч. Першим голом за команду у Вейккауслізі відзначився 22 червня 2022 року на 77-й хвилині переможного (2:1) домашнього поєдинку 12-го туру Вейккаусліги проти ГІКа. Да Сілва вийшов на поле в стартовому складі, а на 82-й хвилині його замінив Вахід Амбо. У «Марієгамні» провів три сезони, за цей час у чемпіонаті Фінляндії зіграв 59 матчів (10 голів), 8 матчів (3 голи) — Кубку фінської ліги та 8 поєдинків (7 голів) — у кубку Фінляндії.
19 січня 2024 року відправився в 6-місячну оренду з правом викупу до «Олександрії».